# Csontok (film)
A Csontok (eredeti címe: Bones) 2001-es amerikai horrorfilm, amelyet Ernest Dickerson rendezett. A forgatókönyvet Adam Simon és Tim Metcalfe készítette. A főbb szerepekben Snoop Dogg, Pam Grier és Khalil Kain. 2001. október 24-én mutatták be az Egyesült Államokban. Magyarországon 2007. október 14-én futott először a tévében.

## Történet
1979 nyarán Jimmy Bones-t, akit a szomszédságában élők tisztelnek és szeretnek, elárulja és brutálisan meggyilkolja a korrupt rendőr, Lupovich. Bones elegáns háza a sírjává válik. Huszonkét évvel később az egész környék gettóvá degenerálódott, a háza pedig romokban hever. Négy tinédzser azonban felújítja a házat, hogy éjszakai klubot csináljanak belőle, nem is sejtve, hogy ezzel Jimmy megkínzott lelkét szabadítják fel, amely bosszúért kiált. A nyom, amit Jimmy szelleme bosszúhadjárata során maga mögött hagy, jéghideg és véres, és gyilkosai nem is sejtik, milyen kegyetlen sors vár rájuk. A borzalom minden áldozattal nő, és Bones bosszúja mindenki ellen irányul, aki az útjába áll.

## Szereplők
| Szerep        | Színész            | Magyar hangja |
| ------------- | ------------------ | ------------- |
| Jimmy Bones   | Snoop Dogg         | Kálid Artúr   |
| Pearl         | Pam Grier          | Andresz Kati  |
| Lupovich      | Michael T. Weiss   | Kőszegi Ákos  |
| Jeremiah Peet | Clifton Powell     | n.a           |
| Eddie Mack    | Ricky Harris       | n.a           |
| Cynthia       | Bianca Lawson      | n.a           |
| Tia Peet      | Katharine Isabelle | n.a           |
| Patrick       | Khalil Kain        | n.a           |
| Bill          | Merwin Mondesir    | n.a           |
| Nancy         | Lynda Boyd         | n.a           |

## Fogadtatás

### Kritikai visszhang
A filmet gyengének találták a kritikusok. A Rotten Tomatoeson 27%-os minősítést ért el 71 értékelés alapján, az összefoglaló szerint: „A lassan induló, elegánsnak tűnő Csontok inkább buta, mint ijesztő.” Joe Leydon a Varietytől azt írta: „Kellő szakértelemmel készült ahhoz, hogy borzongást keltsen. Ugyanilyen fontos, hogy elég önironikus humort tartalmaz ahhoz, hogy néhány nevetést megérdemeljen.” Richard Harrington a Washington Posttól azt írta: „A Csontokban túl sok mindent átültetnek olyan műfaji alapművekből, mint a Hellraiser.” Mike Clark a USA Todaytől azt írta: „Ha a gusztustalanságtól kuncogni kezdesz, legalább a film néhány effektje valóban egy kis „wow”-t tesz ebbe a filmes bólogatásba.”
A Metacritic 43 pontot adott a 100-ból 21 vélemény alapján. Owen Gleiberman az Entertainment Weeklytől azt írta: „Snoop a vicsorgó aljasságot olyan tekintéllyel ruházza fel, mint annak idején Clint Eastwood. Színészként tud ez a Dogg még több trükköt? Ezen a ponton talán már nem is kell.” Jay Carr a Boston Globe-tól azt írta: „Sokkal gyakrabban fogsz nevetni a Csontokon, mint amennyiszer megijedsz tőle, feltéve, hogy egyáltalán megijedsz.” Lou Lumenick a New York Posttól azt írta: „Egy buta, unalmas természetfeletti thriller, amely elpazarolja a potenciálisan érdekes alaphelyzetet és a rapper Snoop Doggot a főszerepben való látszólagos debütálásában.”

### Bevétel adatai
A Box Office Mojo szerint a film veszteséges volt. A 16 millió dolláros költségvetésre 8,3 millió dollár bevételt szerzett.